# Let Go (album d'Avril Lavigne)
Pour les articles homonymes, voir Let Go.
Albums de Avril Lavigne
Under My Skin
(2004)
Singles
1. Complicated
Sortie : 11 mars 2002
2. Sk8er Boi
Sortie : 27 août 2002
3. I'm with You
Sortie : 18 novembre 2002
4. Losing Grip
Sortie : 24 mars 2003
5. Mobile
Sortie : mai 2003

Let Go est le premier album studio de l'auteur-compositrice-interprète canadienne Avril Lavigne, sorti le 4 juin 2002 par Arista Records. Après avoir signé chez le label à l'âge de 16 ans, la chanteuse connaît pendant plus de six mois des difficultés dans l'enregistrement de l'album en raison de conflits avec Arista au niveau de la direction musicale à adopter et au sujet de son rôle dans l'écriture et la composition de ses chansons. À New York, la plupart de ses premières tentatives de collaboration avec des professionnels du domaine, engagés par Arista, sont improductives. Elle se rend ensuite à Los Angeles, où elle définit son style musical et acquiert un plus grand contrôle créatif en travaillant avec l'auteur-compositeur et producteur Clif Magness ; mais les morceaux issus de leur collaboration ne sont initialement pas approuvés par la maison de disques. Elle est alors finalement amenée à travailler avec l'équipe de production The Matrix, qui comprend sa vision de l'album et avec qui elle achève son enregistrement.
Let Go est décrit principalement comme un album de pop rock et de rock alternatif avec un son orienté post-grunge, dont le répertoire varie entre des chansons rugueuses et des ballades vulnérables, allant dans son instrumentation de la guitare au violoncelle. Let Go incorpore également d'autres styles musicaux, comme le pop punk, une certaine influence country et même le rap dans une chanson. Sur le plan lyrique, il traite de sujets liés à l'angoisse des adolescents, ce qui l'amène parfois à être classé comme appartenant à la pop adolescente. Selon l'interprète, les morceaux parlent de ses expériences personnelles et de sa vision du monde au moment de la composition, avec des thèmes sur les relations difficiles, la solitude, l'insécurité, la confusion, la découverte de soi et la persévérance. L'album sort avec des critiques généralement favorables, beaucoup louant principalement les capacités vocales d'Avril Lavigne et la production de l'album, tandis que la qualité des paroles des chansons lui est reprochée. Il vaut notamment à la chanteuse huit nominations aux Grammy Awards et quatre récompenses aux prix Juno 2003 dont celles de l'album de l'année et de l'album pop de l'année. Il figure dans la liste des « 200 albums définitifs » du Rock and Roll Hall of Fame. Un sondage des lecteurs du magazine Rolling Stone classe Let Go à la quatrième place des meilleurs albums des années 2000.
La promotion de l'album est assurée avec les quatre singles Complicated, Sk8er Boi, I'm with You et Losing Grip, qui passent en boucle sur les stations de radio et les émissions télévisées musicales et permettent notamment à Lavigne de devenir le deuxième artiste de l'histoire à placer consécutivement trois singles de son premier album numéro un des radios grand public américaines, ainsi que d'entrer trois fois consécutivement dans le top 10 du Billboard Hot 100 et du UK Singles Chart. Let Go est également promu dans le cadre de la tournée Try to Shut Me Up Tour, qui se déroule à travers l'Amérique du Nord, l'Australie, une partie de l'Asie et l'Europe entre décembre 2002 et juin 2003, dont l'un des concerts est enregistré pour permettre la sortie de l'album live My World le 4 novembre 2003. Elle se produit en parallèle lors de divers événements, scènes, cérémonies et émissions télévisées, orne la couverture et les pages d'innombrables magazines et journaux, et des chaînes de télévision lui consacre un certain nombre d'émissions spéciales, accédant rapidement à une notoriété internationale. À l'époque, l'image et la personnalité de la musicienne qui tranchent avec celles de ses contemporains et son étiquette médiatique punk provoquent un grand retentissement auprès du public et dans la presse, avec un questionnement récurrent autour de son authenticité. Rétrospectivement, l'album est considéré comme l'un de ceux qui a changé la scène musicale pop punk, car il a contribué à faire entrer ce genre musical chez le grand public et a permis l'essor des artistes et groupes alternatifs et de pop punk féminins.
Let Go se vend à environ 20 millions d'exemplaires dans le monde, restant l'album le plus vendu d'Avril Lavigne à ce jour ainsi que l'un des plus vendus du XXIe siècle — le premier par un artiste canadien. Il est le deuxième album le plus vendu de l'année 2002 et le neuvième de l'année 2003, selon les données de la Fédération internationale de l'industrie phonographique (IFPI). Il est certifié septuple disque de platine aux États-Unis ; c'est également un grand succès au Canada et au Japon, où il est certifié disque de diamant, en plus d'être multiple disque de platine dans de nombreux pays à travers le monde, dont le Royaume-Uni où elle devient la plus jeune artiste solo féminine à avoir un album numéro un dans le pays.

## Historique

### Contexte

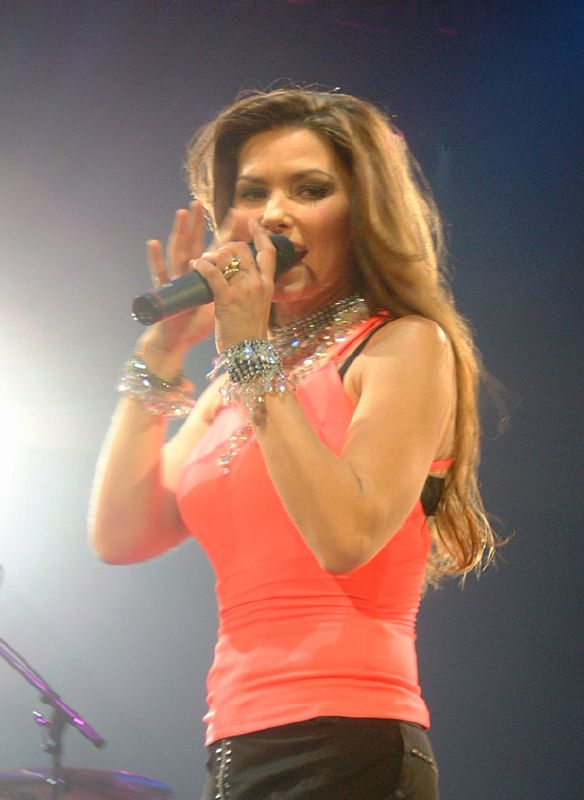
À l'âge de 14 ans, Avril Lavigne chante sur scène en duo avec la chanteuse de country Shania Twain.

Durant son enfance, Avril Lavigne chante dans des chorales d'église, participe à divers concerts de style karaoké, se produit dans des foires aux bestiaux et autres événements communautaires à Napanee, la ville où elle grandit et passe la majeure partie de son adolescence,,,,,,,. En mars 1999, elle remporte à 14 ans un concours de chant parrainé par une radio locale, après avoir envoyé un enregistrement d'elle en train de chanter, dont le prix consiste à partager la scène le temps d'une chanson avec la chanteuse de country Shania Twain,,,,,,. Deux jours plus tard, elles se retrouvent en duo au Corel Centre à Ottawa, devant un public d'environ 20 000 personnes, sur la chanson What Made You Say That de Twain,,,,,. Après cette occasion, où la jeune fille aurait dit à Shania Twain qu'elle voulait devenir « une chanteuse célèbre »,, Avril Lavigne commence à convoiter encore plus une carrière dans la musique et continue de se produire partout où elle peut dans le sud de l'Ontario.
Elle est ensuite repérée par un musicien folk local, Stephen Medd, qui l'invite à contribuer deux fois de suite à ses projets musicaux,,. À 15 ans, elle est gérée par Cliff Fabri, qui devient son premier manager après l'avoir entendue chanter de la country dans une librairie à Kingston, en novembre 1999,,,,,. Celui-ci envoie des copies d'une VHS, contenant des images où elle chante sur scène et dans le sous-sol de la maison de ses parents, à des cadres de l'industrie musicale,. L'une des copies attire l'attention de Mark Jowett, de Nettwerk Records, qui envoie l'enregistrement vidéo à l'auteur-compositeur et producteur Peter Zizzo, lequel invite Lavigne à venir travailler dans son studio à Manhattan,,,,,,. Deux des chansons sur lesquelles ils collaborent — Nobody's Fool et Why — finiront plus tard sur le premier album d'Avril Lavigne,.
À 16 ans, elle suscite suffisamment d'intérêt lors d'un festival appelé North by Northwest, et son manager s'arrange pour lui faire passer une audition avec le dénicheur de talents Ken Krongard, responsable de l'A&R chez Arista Records,,. Enthousiasmé par sa prestation, Krongard invite en novembre 2000,, L.A. Reid, alors directeur d'Arista Records, au studio de Zizzo pour entendre Avril Lavigne chanter,,,,. Son audition de quinze minutes — où elle interprète trois chansons : d'abord deux écrites par Zizzo puis termine avec leur titre Why,, —, « a tellement impressionné » Reid qu'il la signe immédiatement chez Arista avec un contrat d'une valeur de 1,25 million de dollars pour deux albums et 900 000 dollars supplémentaires d'avance sur publication,,,,,,. À ce moment-là, Avril Lavigne est au lycée, où elle fait partie d'une bande de skateurs, une image qui la suivra jusque dans son premier album,,,, mais bien qu'elle aime faire du skateboard avec ses amis, l'école la rend anxieuse,. Armée d'un contrat d'enregistrement, elle décide d'abandonner ses études pour se concentrer sur sa carrière musicale,,,,,, mais elle devait encore informer ses parents de sa décision. « Je n'allais pas refuser [l'accord d'enregistrement]. Ça a été mon rêve toute ma vie. Ils savaient à quel point je voulais ça et à quel point j'y ai investi,. Commence alors les préparatifs pour l'enregistrement de son premier album.

### Écriture et enregistrement
L.A. Reid confie à Joshua Sarubin, également de l'A&R d'Arista, la responsabilité de superviser le déroulement du projet. Au début, la chanteuse a du mal à se trouver musicalement. D'abord, à New York, elle participe pendant six mois à des sessions d'enregistrement avec bon nombre de professionnels chevronnés qui produisent plusieurs chansons country semblables à celles de Faith Hill,, mais ces collaborations se révèlent être improductives,,,,. Selon Cliff Fabri, le manager de Lavigne, ces échecs proviennent du fait que le label « était fixé sur ce que Reid avait vu lors de l'audition de trois chansons » ; cependant celles-ci finissent par ne pas refléter les goûts de la chanteuse, orientés vers le rock et le punk, influences incontournables de la bande de skateurs dont elle faisait partie à son lycée,,,. « Quand j'ai été signée », se souvient Lavigne, « L.A. Reid m'avait entendu chanter trois chansons qui ressemblaient à de belles petites chansons de Céline Dion et il m'avait signé sur ma voix et ma performance vocale. Et comme il a appris à me connaître, je lui ai dit : « Je ne veux pas chanter ces chansons. Je veux écrire mes propres chansons. Je veux faire un peu de rock » ». Bien que la collaboration avec les producteurs Curt Frasca et Sabelle Breer ait donné de bons résultats (deux pistes issues de cette collaboration, Tomorrow et Naked, figureront finalement sur l'album),, c'est à Los Angeles, où elle s'installe en mai 2001, que le processus avance réellement,. Elle y acquiert un plus grand contrôle créatif en travaillant avec l'auteur-compositeur et producteur Clif Magness, qui lui permet d'écrire « toutes les paroles et les mélodies », et avec qui elle enregistre cinq morceaux — Losing Grip, Mobile, Unwanted, My World et Too Much to Ask —, au studio Blue Iron Gate à Santa Monica, qui finiront sur la version finale de l'album,. Cependant, à ce moment-là, Arista n'approuve pas le son chargé de guitares lourdes des morceaux qui sont produits — en particulier Losing Grip et Unwanted —, ce qui incite le label à rechercher d'autres producteurs pour répondre à leurs demandes,.
En juin 2001, sept mois après la signature de l'accord, Avril Lavigne, alors inconnue, attire l'attention de Sandy Roberton, manager de l'équipe de production The Matrix. Arista n'ayant pu trouver la bonne direction pour Lavigne, elle suggère à Sarubin une collaboration entre Lavigne et l'équipe qu'elle dirige : « Pourquoi ne pas la mettre avec The Matrix pendant quelques jours ? »,. Selon Lauren Christy, membre de The Matrix, lorsqu'ils ont écouté les premières chansons d'Avril Lavigne, ils ont senti qu'elles contenaient « une sorte d'ambiance à la Faith Hill ». Cependant, dès qu'ils voient Lavigne entrer dans leur studio, ils réalisent que ces productions sont incongrues par rapport à l'image et à l'attitude de la jeune fille, alors âgée de 16 ans. Après avoir discuté avec Lavigne pendant environ une heure, « nous avons compris qu'elle n'était pas contente mais qu'elle ne savait pas vraiment où aller ». The Matrix, également composé de Graham Edwards et Scott Spock, joue ses chansons avec des influences de Faith Hill, car c'est le genre de musique que le label veut que Lavigne chante. Mais Lavigne les écarte, disant qu'elle souhaite faire du rock,,. Lavigne joue alors à The Matrix une chanson qu'elle a enregistrée et vraiment aimée, un morceau aux sonorités proches de celles du groupe de rock System of a Down,. Étant donné qu'avant de former The Matrix, les premiers projets de ses membres étaient de type pop rock, ils comprennent facilement ce que Lavigne veut enregistrer et savent exactement quoi faire avec elle,,. Dans l'après-midi de ce jour-là, ils écrivent ensemble deux chansons : une qui évoluera en Complicated,,, le premier single de l'album, et une autre appelée Falling Down (titre qui figure dans l'album promotionnel B-Sides sortie en décembre 2001 et dans la bande originale du film Fashion victime sorti en septembre 2002),. Lorsque Lavigne revient le lendemain, ils finalisent le morceau Complicated et l'enregistrent en une ou deux prises,,,.
Lorsque Sarubin entend le morceau pour la première fois, il sait qu'ils vont dans la bonne direction,,. Lavigne présente la chanson à Reid, qui approuve la direction musicale que prennent Lavigne et The Matrix et la renvoie travailler avec l'équipe afin de compléter le reste de l'album,,. Arista donne carte blanche à l'équipe pour écrire et produire dix chansons, ce qui leur prend deux mois,. Parmi la dizaine de chansons produites avec The Matrix, cinq apparaissent dans l'édition standard de l'album : Complicated, Sk8er Boi, I'm with You, Anything but Ordinary et Things I'll Never Say,,,. L'enregistrement se passe dans les studios Decoy, situés dans une banlieue de Los Angeles appelée Valley Village,. Le membre de The Matrix, Scott Spock, est leur ingénieur du son principal pour le projet, tandis que Tom Lord-Alge est chargé du mixage audio,. Selon Spock, les sessions d'enregistrement se sont déroulées sans problème et la chanteuse était détendue pendant celles-ci, car elle pensait peut-être « enregistrer la démo d'une chanson ». En outre, il révèle que Lavigne enregistre des prises complètes « sur les morceaux instrumentaux en grande partie terminés » et que chaque chanson nécessite généralement cinq ou six prises, « et probablement 90 % de ce qui a finalement été utilisé provenait de la première ou de la deuxième prise ». The Matrix contribue également aux chœurs bien qu'ils restent dominés par Lavigne elle-même. Les sessions d'enregistrement avec The Matrix se terminent le 27 septembre 2001, le jour de l'anniversaire d'Avril Lavigne, et l'album est finalisé en janvier 2002,.
Environ une moitié des chansons sont co-créditées avec The Matrix et une autre issues de la collaboration avec Magness. Les deux sont dotées d'un son pop rock qui reflète mieux les goûts personnels et la personnalité d'Avril Lavigne,,. Mais même si elle savait qu'elle avait besoin de chansons pop « pour percer » dans l'industrie, Lavigne estime que Complicated ne représente pas elle et sa capacité à écrire et ne souhaite plus être aussi pop à l'avenir,. Néanmoins, elle est reconnaissante de cette chanson qui a lancé sa carrière avec succès ainsi que les chansons réalisées avec The Matrix qui étaient bonnes pour son premier album. Elle préfère davantage les chansons plus rock de l'album, comme Losing Grip et Unwanted, qui ont le son qu'elle voulait pour tout l'album, car « cela signifie tellement plus quand cela vient directement de l'artiste. »

## Parution et accueil

### Sortie et promotion
Let Go sort le 4 juin 2002, au Canada et aux États-Unis. Plus tard, le 22 juillet, l'album sort dans les magasins de disques du monde entier et le 26 août dans certains pays d'Europe, notamment au Royaume-Uni et en Irlande. Une version DataPlay de l'album sort en septembre 2002 à la suite d'un accord conclu entre Arista et DataPlay plus tôt dans l'année, incluant les albums d'artistes établis, à savoir Shaman du groupe de rock Santana et Just Whitney de la chanteuse Whitney Houston,.

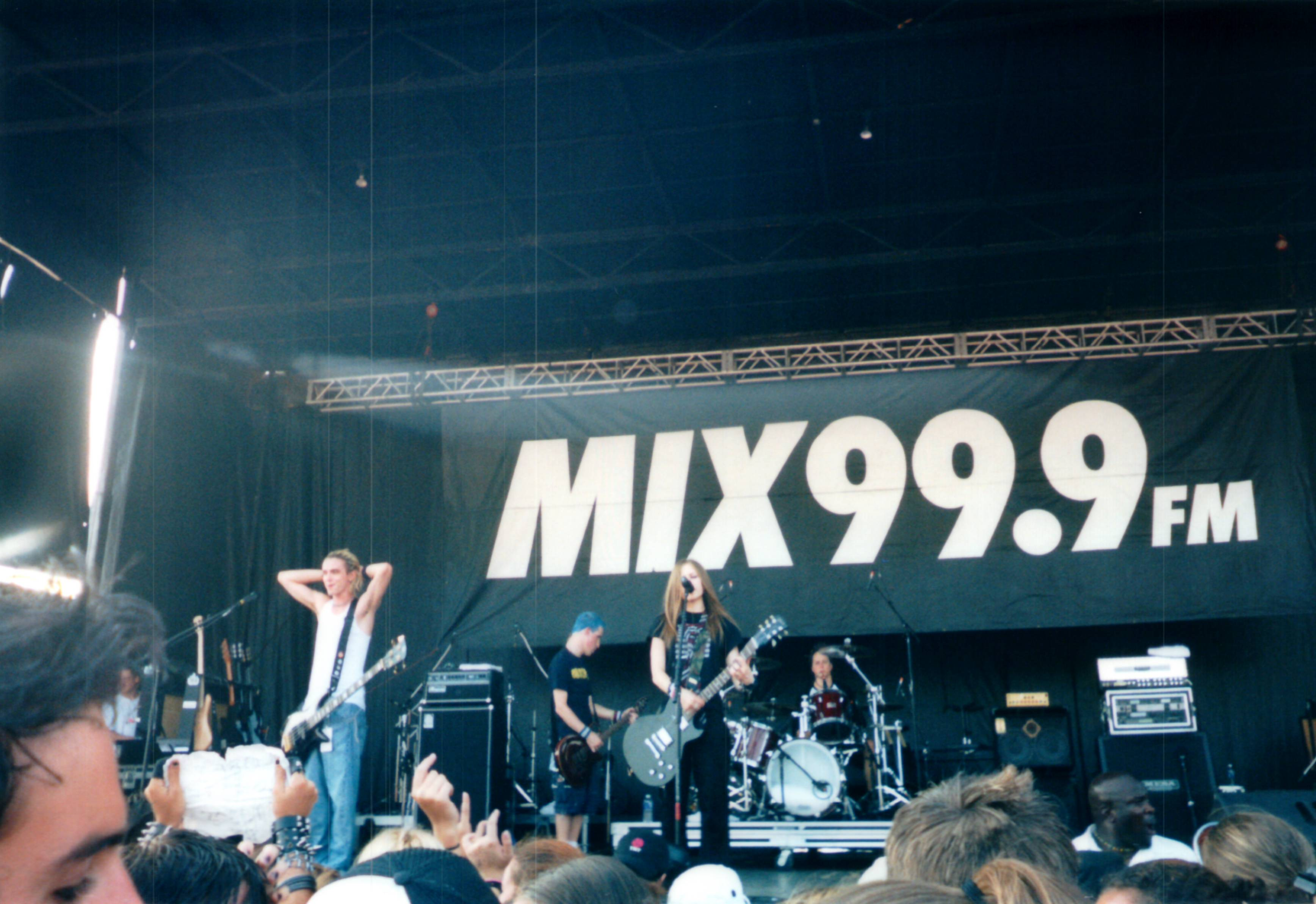
Avril Lavigne en concert à Toronto pour la promotion de l'album.

Pour la promotion de Let Go, Avril Lavigne fait, entre 2002 et 2003, des apparitions lors de divers événements, scènes et émissions, telle que Total Request Live. La première performance promotionnelle a lieu le 8 avril 2002 lors d'une AOL Session, où elle interprète pour la première fois Complicated ainsi que d'autres titres de l'album. En juin, elle fait un caméo dans le clip Hundred Million du groupe de pop punk Treble Charger, aux côtés des membres de Gob, Sum 41 et Swollen Members,. Le 6 juin, elle se produit dans l'émission The Tonight Show with Jay Leno en chantant Complicated,. Le 13 juin, elle donne un mini-concert au Viper Room. Le 16 juin, elle participe à sa première cérémonie de remise de prix dans laquelle elle interprète à nouveau Complicated, lors des MuchMusic Video Awards 2002, — lors de l'édition suivante, elle interprète Losing Grip et se fait aussi remarquer en montrant sur le tapis rouge le haut de ses fesses où est griffonné « MMVA » aux caméras, référence à cette première participation où son pantalon glissait accidentellement lors de sa performance,,. Par la suite, la chanteuse se rend en Europe pour effectuer une tournée promotionnelle sur le continent. Fin juillet, elle donne un concert à guichets fermés dans la salle de spectacle de l'Irving Plaza à New York. Le 8 août, elle se rend au Japon pour la première fois, donnant un concert au Akasaka Blitz à Tokyo. Le 14 août, l'artiste se produit au musée du Rock & Roll Hall of Fame,. Les 22 et 27 août, elle participe respectivement aux émissions Total Request Live, où elle vient dévoiler pour la première fois le clip de son nouveau single Sk8er Boi,, et The Late Late Show with Craig Kilborn,. Le 29 août, elle apparaît dans Good Morning America en chantant Complicated,, puis inaugure les MTV Video Music Awards en interprétant Complicated et Sk8er Boi,,.

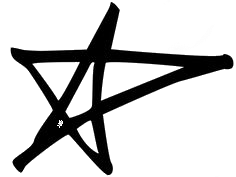
Logo utilisé pour la promotion de l'album.

Lors de son deuxième voyage en Europe, elle se produit le 13 septembre dans la boîte de nuit londonienne Mean Fiddler, accueillie avec indifférence par Caroline Sullivan du Guardian ; la journaliste juge que « [Avril] n'a pas la présence nécessaire pour transformer les chansons en quelque chose d'intéressant » et note son manque d'expérience de la scène. Début octobre, elle interprète Sk8er Boi dans les émissions Late Show with David Letterman et Live with Regis and Kelly,,. Le 15 novembre, Lavigne apparaît dans l'épisode 8 de la saison 7 de la série télévisée Sabrina, l'apprentie sorcière, jouant son propre rôle et interprétant Sk8er Boi dans une boîte de nuit,. Pendant son troisième séjour en Europe, elle effectue le 27 novembre une version acoustique de trois chansons, dont I'm with You, au Hard Rock Cafe de Madrid et donne un concert dans cette ville. Profitant de son séjour promotionnel en Espagne, elle se produit également lors des prix Ondas, qui ont lieu le lendemain. Le 29 novembre, Lavigne fait son apparition à la télévision allemande en interprétant Complicated dans le Harald Schmidt Show.
Poursuivant la promotion de l'album, la chanteuse participe à de nombreux concerts de vacances réunissant plusieurs artistes parrainés par la radio à travers les États-Unis et donne le coup d'envoi de sa tournée, le Try to Shut Me Up Tour, le 5 décembre avec un concert à Buffalo, dans l'État de New York. Lavigne effectue sa tournée avec son groupe — le batteur Matthew Brann, le bassiste Charles Moniz (qui remplace Mark Spicoluk) et les guitaristes Jesse Colburn et Evan Taubenfeld — qu'elle avait regroupés après avoir signé l'accord avec Arista,,. Dans la tournée, elle inclut toutes les chansons de Let Go, la face B I Don't Give et les reprises de Knockin' on Heaven's Door de Bob Dylan et de Basket Case de Green Day,,. La tournée, sa première au niveau mondial et en tant que tête d'affiche, passe par les États-Unis, le Canada, l'Australie, l'Asie et l'Europe, avec en première partie le groupe Our Lady Peace sur la scène européenne, tandis que Gob, Simple Plan et Swollen Members ouvrent les dates nord-américaines. Enfin, Lavigne fait la première partie des Billboard Music Awards, qui ont lieu le 9 décembre 2002, en interprétant Complicated et Sk8er Boi,,.
L'année suivante, Avril Lavigne apparaît dans le Saturday Night Live le 11 janvier 2003, en tant qu'invité musical de l'émission,. Le 14 janvier, dans l'émission Dateline NBC, elle effectue sa première interview diffusée en prime time,. Elle se produit également aux MTV Asia Music Awards le 24 janvier et aux Brit Awards le 20 février ; lors de ces deux cérémonies, elle interprète Sk8er Boi accompagnée de vingt-et-un batteurs sur scène,. Trois jours plus tard, elle apparaît à la 45e édition des Grammy Awards en chantant à nouveau cette chanson,. De plus, elle est présente aux prix Juno le 6 avril, lors desquels elle interprète Losing Grip. Le 18 mai 2003, date finale de sa tournée nord-américaine de cinq semaines en tête d'affiche, la performance d'Avril Lavigne est filmée à Buffalo ; le DVD de tournée qui en découle, My World, sort le 4 novembre 2003, en joint-venture entre Arista Records et 20th Century Fox Home Entertainment. Le DVD comprend le concert, une vidéo sur les coulisses, cinq vidéoclips et un CD audio bonus de six chansons dont une piste inédite Why,,. Le 18 mars 2013, Let Go est réédité sous la forme d'un double album comprenant son deuxième album studio, Under My Skin, qui est publié sous le label RCA Records.

#### Singles
Complicated est publié en mars 2002 par Arista en tant que single principal de l'album,, qui est considéré comme une présentation à Avril Lavigne pour tous les groupes d'âge. Pensé pour susciter un large intérêt auprès de toutes les couches de la population, le clip vidéo du single, réalisé par les Malloys, présente cependant Lavigne et son groupe en train de faire des ravages dans un centre commercial, « le genre d'images qui auraient pu amener les adultes à penser « Nettoyez ce désordre ! » plutôt que de réclamer le disque », et de jouer le morceau dans un skatepark. La chanson se classe à la deuxième place du principal classement musical nord-américain, le Billboard Hot 100, et devient numéro un parmi les chansons diffusées dans Total Request Live et sur les radios grand public américaines,, ainsi que sur celles de vingt-deux pays à travers le monde. Elle permet à Lavigne d'être nommée pour deux Grammy Awards, celui de la chanson de l'année et de la meilleure chanteuse pop.
Le deuxième single, Sk8er Boi, est destiné aux jeunes orientés pop punk. Fin août 2002, sa sortie crée un désaccord parmi de nombreux directeurs de programmes radio qui le considèrent comme un single pour adolescents seulement. Cependant, leurs impressions sont détournées par l'accueil des auditeurs qui contribue à les faire changer d'avis ; la rotation précoce du single s'est avérée être un succès, montrant qu'il est aussi populaire auprès des auditeurs postuniversitaires que chez les adolescents et fonctionnant également bien chez les adultes. Sur le plan commercial, il réitère le succès de son prédécesseur en se classant dans les dix premières places du classement musical dans plusieurs pays, notamment aux États-Unis et au Royaume-Uni,. La chanson est également numéro un parmi les chansons diffusées sur les radios grand public américaines, et dans Total Request Live.
I'm with You sort fin novembre 2002, à l'approche des vacances de Noël, afin de rappeler aux parents l'existence de l'album pour, sinon l'acheter pour eux-mêmes, l'acheter pour les enfants de leur famille,. La chanson devient un autre succès pour Avril Lavigne, lui permettant notamment d'entrer pour la troisième fois consécutive dans le top 10 du Billboard Hot 100 et du UK Singles Chart,. Le single est également numéro un parmi les chansons diffusées sur les radios grand public américaines, — devenant le deuxième artiste de l'histoire à réaliser cette performance pour la troisième fois consécutive avec son premier album, — et dans Total Request Live. Il est nommé pour deux Grammy Awards dans les mêmes catégories que Complicated. Le clip vidéo du morceau est réalisé par David LaChapelle et est filmé au ralenti, commençant par Avril lors d'une fête, puis la montrant seule dans les rues dans les scènes suivantes. L'arrangement de sortie des singles de l'album, avec I'm with You en tant que troisième single, est considéré comme « controversé », étant donné que I'm with You est « pensé par certains comme le plus grand succès potentiel de l'album », et il aurait pu faire de Lavigne une artiste plus mature s'il était sorti en premier. Selon L.A. Reid, « certaines personnes ne l'ont pas vraiment compris. Et avec la première vidéo, on s'est inquiété du fait que, parce que c'est si jeune et si espiègle, cela pourrait aliéner les amateurs de musique plus sérieux. »
Losing Grip sort fin mars 2003 en tant que quatrième single de l'album — sous l'impulsion de Lavigne, Arista ayant eu l'intention de sortir Anything but Ordinary à la place —, « pour servir de pont vers son prochain album », qui sera selon ce que Lavigne a déclaré plus rock que ses débuts,. Le clip vidéo de la chanson est réalisé par Liz Friedlander et montre la chanteuse se produisant devant une foule de personnes. En 2004, il permet à Lavigne d'être nommée pour le Grammy Award de la meilleure chanteuse rock. Cependant, le single ne réussit pas à reproduire le succès de ses prédécesseurs et n'obtient que des résultats moyens là où il se classe.
Mobile est prévu comme le cinquième et dernier single de l'album à l'échelle mondiale, mais sa sortie en mai 2003 se limite finalement à l'Australie — en tant que single promotionnel — et à la Nouvelle-Zélande ; où il atteint la vingt-sixième place du classement officiel néo-zélandais. Il est ensuite utilisé dans les films Le Médaillon et Pour le meilleur et pour le rire en 2003 et La Plus Belle Victoire en 2004. En 2011, un clip de la chanson, qui avait été tourné en décembre 2002 puis abandonné pour des raisons inconnues, fuite sur Internet.
D'autres chansons sont publiées en tant que singles régionaux uniquement : Things I'll Never Say sort uniquement en tant que single radio en Italie, Unwanted sort en tant que single promotionnel au Royaume-Uni et Nobody's Fool sort à la radio américaine en janvier 2005, près de deux ans après le dernier single de Let Go, et après la sortie du deuxième album studio d'Avril Lavigne, Under My Skin.

### Controverses
« Depuis son apparition sur la scène pop, cette jeune fille effrontée de 17 ans a laissé une première impression qui a divisé son public en deux factions : ceux qui la considèrent comme une enfant sauvage au caractère bien trempé et ceux qui pensent qu'elle est une poseuse et un produit de maison de disques », résume Joe D'Angelo dans un article de MTV en 2002, concernant les questionnements soulevés au sujet de l'authenticité d'Avril Lavigne parmi le public et les médias,,. Ces questionnements s'intensifient après les déclarations de son ancien manager, Cliff Fabri, remercié en juillet 2001, sur sa méconnaissance des Sex Pistols et sur la manière dont il a contribué à sa construction en tant qu'artiste. Il affirme également que Lavigne n'est ni une skateuse, ni une punk, et qu'elle est probablement plus artificiel que Britney Spears ne l'a jamais été, ajoutant qu'elle a bénéficié de beaucoup d'aide sur son premier album,. Son passé de chanteuse de chorales et de country fait aussi l'objet d'interrogations de la part du public, beaucoup se demandant si elle est un simple produit fabriqué par son label ou celui de son développement et de son expérience de différents types de musique,,. « Il y a seulement deux ans et demi », dit Fabri, « Lavigne était une jeune fille aux cheveux crépus qui chantait le genre de chansons country pop préférées de ses parents profondément religieux […]. Elle était tellement protégée qu'elle ne distinguait pas Blink-182 de Madonna. Elle n'avait aucun point de référence, car elle venait d'une famille très stricte. Sa mère n'arrêtait pas d'insister avec Faith Hill et Martina McBride en me disant : « C'est ça, Avril. » ».
L'auteur-compositeur Peter Zizzo — qui a travaillé sur le projet jusqu'à la fin — voit les choses autrement : « Qui d'entre nous à 15 ans avait une image complètement claire de qui il était ? Je pense qu'en faisant quelque chose de créatif, on découvre qui on veut être sur le plan créatif. Avril était absolument l'architecte de son album… Et ce que vous voyez en termes d'image, c'est ce qu'elle était dès le premier jour, avec ses treillis et ses débardeurs. Il y a beaucoup de gens qui pensent que c'est un look qui a été créé pour elle, mais rien n'est plus faux ». Fabri concède qu'au moment où Lavigne a signé chez Arista, elle avait choisi une direction et un look sans son aide, optant pour un mélange de punk rock et de skater grunge. Alors que Fabri prévoyait à l'origine de positionner Lavigne dans la lignée de Sheryl Crow, le label voulait la remodeler dans le style de Faith Hill. Lavigne, cependant, opte pour un style entièrement personnel, refusant d'enregistrer tout morceau ressemblant au son d'autres artistes. « Tout le monde pensait que j'allais être comme une Faith Hill, Shania Twain. Et je disais genre : « Euh, non, je veux faire du rock. » », ajoutant « c'est mon visage qui est là. C'est mon nom. C'est ma photo sur la couverture de l'album. Je dois m'assurer que cela me représente pleinement ». L.A. Reid, le directeur d'Arista Records, admet qu'il avait été lui-même « en fait assez surpris de voir la direction que prenaient les choses, parce que [il pensait] que ce serait un peu plus… folk », à cause des chansons de type ballade, « new country », avec lesquelles Lavigne avait auditionnées au moment d'être signée ; mais celles-ci ne ressemblaient en rien à ce qu'elle voulait vraiment faire, la jeune fille venant de découvrir le rock à base de guitare. Terry McBride, son manager à cette époque, répond sur son passé de chanteuse : « Quand elle était à Napanee, une ville de 5 000 habitants, elle était fidèle à ce qu'était Napanee. Fabri a raison : Elle était un produit de cet environnement. Mais elle est devenue une enfant très ouverte sur le monde en très peu de temps ». Lavigne développe sur son évolution pour devenir le genre d'auteur-compositrice qu'elle est maintenant : « J'ai appris la musique par moi-même. Je n'ai pas vraiment écouté les CD des autres jusqu'à la fin de l'école primaire. J'ai commencé à chanter à l'église, donc je me suis inspirée de la musique qui s'y trouvait. Ce n'est pas comme si j'avais entendu un groupe et que je m'étais dit : « Oh, je vais faire ça ». J'aime simplement la musique. En grandissant, j'ai commencé à écouter Faith Hill et les Dixie Chicks. Maintenant, j'écoute beaucoup de rock et de punk. Mon père avait une guitare à la maison. Quand j'avais 12 ans, je l'ai prise et j'ai lentement appris moi-même à en jouer. J'étais tout le temps en train de chanter, alors j'ai commencé à écrire des lignes ici et là et cela m'a conduit à écrire des chansons ». Au sujet de son passage au rock elle explique : « La musique, c'est la musique et j'adore chanter. Je voulais chanter n'importe où et partout où je pouvais, alors je chantais dans les foires, et il fallait chanter des chansons country. Non, je ne les ai pas appréciées, mais je devais le faire. C'est ce que j'ai fait pour chanter. Je ne le regrette pas ». L.A. Reid affirme « qu'il n'y a pas de types en costume qui peuvent fabriquer des artistes comme Avril Lavigne. J'aimerais qu'il y en ait. Dieu sait que l'industrie du disque en a besoin en ce moment ».
Concernant les attaques contre ses références punk, Lavigne soupire, suggérant que tout cela n'est que sémantique. « Le punk est un sujet délicat », dit Lavigne. « Un punk est une personne qui s'attire toujours des problèmes et qui fait des choses qu'elle n'est pas censée faire. Ouais, je fais ça… Ensuite, il y a le punk comme mode de vie, et le punk rock comme forme agressive de musique, qui est très politique, et je n'ai jamais dit que j'étais cela… Les gens disent : « Elle ne connaît pas les Sex Pistols. » Pourquoi je connaîtrais ces trucs ? Regardez comme je suis jeune. Ces trucs sont vieux, non ? ». Pour Jonathan Bradley du Billboard, les critiques de l'époque à ce sujet étaient à la fois correctes et à la fois complètement à côté de la plaque, car « ils oubliaient également que, depuis ses débuts, le punk est synonyme de commercialisme opportuniste, d'image de marque et de riffs pop délicieusement simplistes ». Il ajoute que « à part la structure complexe des paroles, peu de choses séparent le single le plus pop punk de Lavigne, Sk8er Boi, de ses contemporains comme Sum 41, Good Charlotte ou Simple Plan », admettant qu'« elle n'a peut-être pas inventé sa musique, mais elle l'a irrévocablement marquée de son empreinte ». Cependant, lorsqu'au cours de plusieurs interviews on lui demande de préciser la façon de catégoriser sa musique, Lavigne ne prétend jamais être punk, répondant plutôt qu'elle est une rockeuse et pas complètement pop. Notant que les comparaisons avec le punk semblaient forcées, le journaliste musical Zac Pennington suggère un autre point de référence, à savoir que Lavigne représente quelque chose de plus proche d'un « archétype de Joan Jett — une putain de rebelle sans cause bien conçue et encore assez jolie pour être un mannequin Noxzema ». Pennington fait remarquer que le look stylisé et le comportement public de Lavigne (prendre des poses destinées à être le plus cool possible, cracher sur les paparazzis ou leur faire un doigt d'honneur) étaient plus conformes aux postures souvent juvéniles du rock 'n' roll qu'aux qualités délibérément abrasives et politiques généralement associées au punk. Dans le Journal of Popular Culture, Mark D. Pepper avance que si les critiques n'ont pas choisi de voir en Lavigne une version plus rock 'n' roll de la pop adolescente, c'est à cause de l'état actuel de celui-ci. Sentant que Lavigne n'était pas aussi authentique qu'elle le prétendait, les critiques avaient besoin d'un contrepoint d'authenticité pour exprimer leur dégoût. Bien que la catégorie du rock 'n' roll ait autrefois eu des connotations de rébellion juvénile, d'identité authentique et de rupture culturelle, elle ne fonctionne probablement plus de la même manière pour qu'ils prennent la peine de l'utiliser comme contrepoint pour exprimer leurs préoccupations,.
Avril Lavigne fait l'objet d'une autre controverse lorsque lors d'une conférence de presse, le 7 janvier 2003, elle est chargée de révéler la liste des nommés aux Grammy Awards de l'année mais, dans cet exercice, prononce mal le nom de David Bowie. À la suite de cette erreur, elle reçoit à la fois des louanges et des moqueries, réparties selon les générations. La « gaffe » est rapportée par les médias avec « suffisamment de venin » pour suggérer qu'elle avait commis « un péché impardonnable », certains remettant en doute sa crédibilité, et soulignant son ignorance apparemment délibérée de l'histoire, du fait de sa méconnaissance d'une icône musicale, de « ses dieux du rock ». Jenny Eliscu du magazine Rolling Stone, explique que : « Lavigne n'a jamais écouté beaucoup de musique avant sa puberté, et même alors, il s'agissait surtout de divas de la country comme Shania Twain ou de groupes de rock grand public comme les Goo Goo Dolls et Matchbox Twenty. C'est l'une des raisons pour lesquelles elle n'avait jamais vu le nom de David Bowie lorsque le moment est venu de le lire […] ». Mark D. Pepper conclut dans le Journal of Popular Culture que : « Ne pas savoir comment prononcer le nom de David Bowie n'est pas un problème ; en fait, c'est une preuve de valeur qui reflète ce refus de laisser ce qui a précédé dicter les réactions à ce qui est ici et maintenant. Cette volonté flagrante de la part de Lavigne de ne pas prêter attention aux arguments de ses détracteurs concernant l'histoire et les contextes plus généraux pourrait bien être la chose la plus rebelle chez elle (ou la plus frustrante, selon le point de vue). »
Présentée en tant qu'auteur-compositrice-interprète, l'implication qu'a eu Avril Lavigne dans l'écriture et la composition des chansons de l'album suscite également des interrogations lorsqu'en mars 2003, Lauren Christy prétend dans le magazine Rolling Stone que la chanteuse n'a pas beaucoup participé à l'écriture de ses chansons,,. Selon elle, The Matrix a écrit en grande partie les trois singles : Complicated, Sk8er Boi et I'm with You, dont les idées ont été conçues à la guitare et au piano. Bien que les royalties de ces chansons aient été partagées équitablement entre les membres de The Matrix et Lavigne, Christy déclare : « Avril entrait et chantait quelques mélodies, changeait un mot ici ou là ». Lavigne a une autre explication de la façon dont la collaboration s'est déroulée, laissant entendre qu'elle est l'auteur principal des chansons de l'album. Elle déclare que lorsqu'elle travaillait avec The Matrix, un membre était présent dans le studio d'enregistrement pendant l'écriture, mais qu'il n'écrivait pas les parties de guitare, les paroles ou la mélodie. Selon Lavigne, elle et Christy ont écrit toutes les paroles de chaque chanson ensemble. Graham Edwards proposait des parties de guitare, « et je disais : « Ouais, j'aime ça » ou « Non, je n'aime pas ça ». Aucune de ces chansons ne viennent pas de moi » ; Lavigne expliquant également que durant l'enregistrement : « J'ai des idées. Je parle à mes producteurs et je leur dis ce que j'entends, quel genre d'ambiance je veux avoir, comment je veux la batterie et les guitares, etc. Le truc cool, c'est que je fais confiance aux personnes avec lesquelles je travaille, alors je les laisse faire leur truc, mais je leur donne aussi mon avis. Je n'essaie pas de leur enlever le mérite qui leur revient, mais j'avais des questions sur ce que devaient être la batterie et les guitares ». L.A. Reid, complète sur la question des crédits : « Si je cherche un single pour un artiste, je me fiche de qui l'a écrit. […] Avril avait la liberté de faire ce qu'elle voulait vraiment, et les chansons montrent son point de vue. […] Avril a toujours été confiante à propos de ses idées ». Christy répondra plus tard dans le magazine Entertainment Weekly : « Il semble que nous ayons une différence d'opinion sur ce qui s'est passé dans le studio. Heureusement, notre travail commun a donné naissance à une musique vraiment géniale et déterminante ».

### Accueil critique
Let Go reçoit un accueil généralement favorable de la part des critiques, avec un score de 68 sur 100 sur Metacritic, obtenu sur la base des notes recueillies auprès de neuf publications musicales.
Le critique musical du magazine Rolling Stone, Pat Blashill, écrit que l'album « est entièrement équipé avec une autre douzaine d'hymnes contagieux d'angoisse de Total Request ». Blashill félicite Avril Lavigne pour sa « grande voix », ajoutant qu'elle a conçu l'album avec « une équipe compétente, créatrice de tubes ». En accord avec Blashill, Christina Saraceno, de la base de données AllMusic, note que Lavigne est « une auteur-compositrice compétente avec des cordes vocales », tout en la complimentant sur sa manière de « gérer une variété de styles adroitement ». Néanmoins, Saraceno estime qu'« à son âge, on imagine qu'elle cherche encore ses marques, empruntant à la musique qu'elle a écoutée en grandissant » : « Elle est Pink quand elle défie l'autorité, Alanis Morissette quand elle est en colère et Jewel quand elle est sensible ». De plus, Saraceno soutient que Lavigne « a encore du pain sur la planche », affirmant que Sk8er Boi montre ses « lacunes lyriques » et qualifiant le phrasé de Too Much to Ask « maladroit et parfois idiot ». Nick Reynolds, de la BBC Music, loue le potentiel de la première moitié de l'album, notamment les singles qu'il qualifie de brillant, formidable et se logeant dans la tête, appréciant la guitare et la voix de Lavigne ; mais se montre divisé sur le reste des morceaux, les décrivant comme « faibles » et avec des paroles « plutôt naïves ». John Perry du magazine Blender résume les débuts d'Avril Lavigne comme étant « plein de guitare pop ensoleillée » et, bien qu'il considère les paroles de Sk8er Boi comme étant « d'une naïveté attachante », il fait l'éloge de « la prestation sincère, la dynamique pop et l'émotion à l'état pur » de l'album.

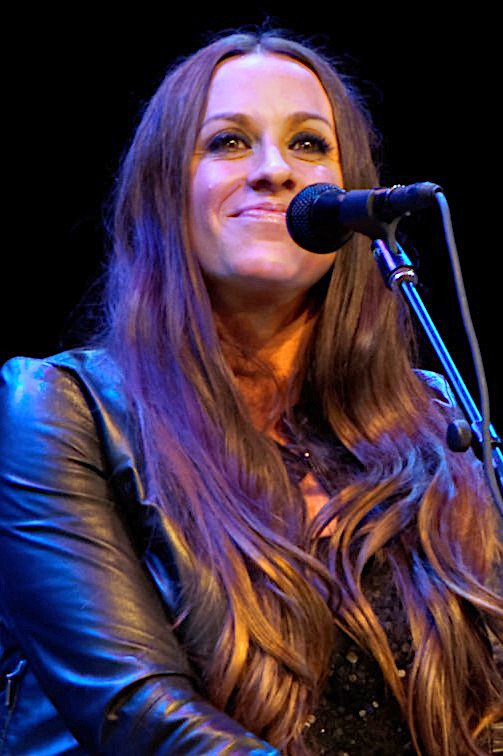
Les critiques comparent souvent Avril Lavigne avec la chanteuse de rock canadienne Alanis Morissette.

Cam Lindsay, du site Stylus, affirme qu'Avril Lavigne n'est pas « une auteur-compositrice brillante » et que « sa voix est bonne, mais pas incroyable » ; elle reconnaît cependant qu'« elle est la fille la plus rafraîchissante et la plus excitante de la pop rock actuelle », mettant notamment en avant sa musique « entièrement basée sur le rock avec des guitares croustillantes », les ballades de l'album et Complicated. Accordant la note de B à l'album, Lindsay conclut que : « Let Go est un bon début, mais pas un grand album », donnant à Lavigne « quelques années pour se rattraper », ayant à son âge « largement le temps de s'épanouir en tant que bonne auteur-compositrice-interprète ». Plus négatif sur les débuts de Lavigne, qu'il qualifie de « premier ensemble monochromatique, composé de rock à guitare sans imagination », Jon Caramanica du magazine Entertainment Weekly affirme que Let Go « n'est sauvé que par la sincérité de ses chansons », dont beaucoup lui semble être « des hymnes à la recherche d'un drame pour adolescents de la Warner Bros. ». La critique du site E! Online considère que « Avril Lavigne a l'air d'avoir sorti cet album tout droit de son journal intime », ses paroles abordant directement des problématiques liées à l'adolescence. Il ajoute que Lavigne ressemble à un membre de Sum 41, a la voix d'une Alanis Morissette un peu moins énervée et a l'attitude urbaine de Pink. Kaj Roth du Melodic estime que Lavigne « chante très bien et certaines de ses chansons sont dans la veine d'Alanis Morissette » mais qu'il y a dans l'album trop de morceaux de « remplissages qui sont juste trop faible ».
Une critique dans le magazine Q salue Lavigne pour avoir fait preuve d'« une ruse musicale au-delà de son âge ». Dans la critique du site entertainment.ie, il est dit que Lavigne « s'efforce de paraître plus âgée qu'elle ne l'est vraiment » et que son album n'est « pas très éloignées du genre de choses qui ont fait d'Alanis Morissette une si grande star » mais que « contrairement à Morissette, Lavigne n'est pas complètement unidimensionnelle ; certains moments acoustiques et introspectifs montrent qu'elle a un cerveau aussi bien qu'un cœur ». Au niveau des paroles, la critique admet que leur « intensité émotionnelle peut parfois être un peu épuisante », mais que « le talent brut qu'elle déploie ici ne fait aucun doute ». Dans la critique publiée par MTV Asia, Lennat Mak explique que Lavigne « fait du rock à sa manière avec des airs pop rock à base de guitares, chargés de riffs incroyablement accrocheurs » et est impressionné par ses « acrobaties vocales » à un si jeune âge. Sal Cinquemani, du Slant Magazine, qualifie Avril de « mini-Alanis de la génération Y », déclarant que « la voix de Lavigne est dynamique et plus grande que nature, se glissant souvent dans des schémas excentriques qui rappellent sa compatriote superstar canadienne », même s'il estime cependant que sur le plan lyrique « elle n'est pas à la hauteur de la ruse tranchante de Morissette ».
Commentant pour Pitchfork, Jamieson Cox souligne que « les chansons que Lavigne a composées avec The Matrix sont les points forts incontestables de Let Go, et constituent un équilibre parfait entre l'attitude rebelle et le polissage prêt pour la radio ». Alex Ortiz, du site IGN, pensait que l'album traduirait l'image supposée punk de Lavigne, mais est déçu car celui-ci est rempli de morceaux « réfléchis et pleins d'émotion », typiques de la même scène musicale dans laquelle se trouvent Morissette, Michelle Branch et Vanessa Carlton. Ortiz termine sa critique en déclarant qu'il a quand même « vraiment apprécié l'album » et en recommandant son écoute à ceux qui sont « ouverts à la nouvelle résurgence des chanteuses de rock ». Sur Sputnikmusic, le premier album d'Avril Lavigne est qualifié de « phare lumineux dans le monde de la pop », étant « une combinaison stupéfiante d'attitude, de mélodie et d'émotion ». Que « le plus gros reproche que l'on peut faire à cet album est l'immaturité des paroles (probablement dû à l'âge) » mais que « la musique l'emporte sur les paroles, et l'interprétation de ces dernières par Avril tente de faire oublier la simplicité et les défauts évidents ».

### Succès commercial
Let Go connaît un succès commercial mondial, se classant dans le top 50 des albums les plus vendus au monde, classement publié chaque année par la Fédération internationale de l'industrie phonographique (IFPI), respectivement deuxième — derrière The Eminem Show du rappeur Eminem — et neuvième en 2002 et 2003,. Avec entre plus de 16 et 20 millions d'exemplaires vendus dans le monde, il reste l'album le plus vendu d'Avril Lavigne à ce jour ainsi que l'un des plus vendus du XXIe siècle — le premier par un artiste canadien,.
Au Canada, Let Go atteint la première place du classement des meilleurs albums du pays après quinze semaines, dépassant la vente d'un million d'exemplaires en moins d'un an ; la Canadian Recording Industry Association (CRIA) certifie l'album disque de diamant en mai 2003,. Il est le cinquième album le plus vendu d'un artiste canadien au Canada depuis la mise en place du système de suivi des données en 1996. Let Go fait également ses preuves aux États-Unis, où il fait ses débuts à la huitième place du Billboard 200 avec plus de 62 000 exemplaires vendus ; un total qui s'élève ensuite à 220 000 sur les trois premières semaines. Ses débuts élevés sont alimentés par le succès du single Complicated alors en forte rotation à la radio et sur MTV,. Le 12 juillet 2002, la Recording Industry Association of America (RIAA) certifie l'album disque de platine, battant le record d'augmentation des ventes et des diffusions radio sur une courte période, puis double disque de platine le 30 août,. Les fortes ventes hebdomadaires permettent à Let Go de figurer constamment dans le top 10 du Billboard 200 et, dans la semaine du 28 septembre, de culminer ensuite à la deuxième place du classement. L'album se vend à au moins 100 000 exemplaires chaque semaine d'affilée jusqu'à la fin de l'année 2002,,, continuant d'être l'une des meilleures ventes lors des fêtes de fin d'année, favorisée par la performance d'ouverture de l'interprète aux Billboard Music Awards le 9 décembre, avec des ventes de 272 000 exemplaires cette semaine-là et de 263 000 durant la semaine de Noël, ce qui constitue la deuxième meilleure vente d'albums de cette période. Les chiffres de fin d'année publiés par Nielsen SoundScan révèle que Let Go s'est vendu à plus de 4,1 millions d'exemplaires aux États-Unis, cumulés sur trente semaines après la sortie de l'album,, ce qui lui vaut d'être certifié quadruple disque de platine par la RIAA en décembre 2002. Let Go devient ainsi le troisième album le plus vendu de l'année 2002 aux États-Unis, le premier d'une artiste féminine et également le premier en tant que premier album,,,. Il atteint sa meilleure semaine de vente lors de l'édition du 4 janvier 2003 avec 363 000 exemplaires vendus. Bien qu'il ait atteint la deuxième place en septembre 2002, Let Go passe de la troisième à la deuxième place du Billboard 200 lors de l'édition du 1er février 2003. Cette augmentation est la conséquence de l'apparition d'Avril Lavigne dans le Saturday Night Live le 11 janvier 2003, en tant qu'invité musical de l'émission,, ; Lavigne bénéficie également d'une grande couverture médiatique en raison de ses nominations aux Grammy Awards 2003 et de sa première tournée nord-américaine. Le 22 mars 2003, Let Go tombe à la onzième place du Billboard 200, mettant fin à trente-sept semaines de présence dans le top 10,. Le 30 avril 2003, la RIAA certifie l'album sextuple disque de platine, pour la vente de plus de six millions d'exemplaires dans le pays, soit le neuvième album le plus vendu — le troisième par un artiste né en dehors des États-Unis — sur la décennie écoulée après sa sortie. Enfin, le 26 mars 2018, Let Go est certifié septuple disque de platine par la RIAA.
Au Royaume-Uni, où Let Go fait ses débuts à la quatre-vingt-onzième place, l'album met plus de temps à atteindre le sommet du UK Albums Chart. Au cours de sa dix-huitième semaine de sortie, l'album — qui compte déjà un peu plus de 600 000 exemplaires vendus dans le pays — atteint la première place à l'issue du premier classement hebdomadaire de l'année 2003, devenant la plus jeune artiste féminine à y parvenir et restant numéro un pendant trois semaines consécutives. La hausse des ventes internationales de l'album est attribuée au succès continu de Sk8er Boi, qui figurait dans le top 10 du classement officiel des singles au Royaume-Uni. L'album est certifié sextuple disque de platine par la British Phonographic Industry (BPI) et on estime à 1 820 483 le nombre d'exemplaires vendus en février 2019, soit le vingt-huitième album le plus vendu de tous les temps par une artiste féminine dans le pays. En Australie, il débute à la troisième place du classement, quatorze semaines après, lors de l'édition du 15 décembre 2002, il atteint la première place, restant numéro un pendant sept semaines consécutives. Let Go est certifié septuple disque de platine par l'Australian Recording Industry Association (ARIA) en 2003, sur la base des ventes de plus de 490 000 exemplaires des grossistes aux détaillants ; l'album est également classé cinquième meilleur album de l'année 2002, et troisième l'année suivante. En Nouvelle-Zélande, l'album débute également à la troisième place du classement, atteignant la première place le 29 septembre 2002, soit deux semaines après. Il est ensuite certifié quintuple disque de platine dans le pays par la Recording Industry Association of New Zealand (RIANZ). Au Japon, où il atteint la sixième place du classement des meilleurs albums d'Oricon, il est certifié disque de diamant par la Recording Industry Association of Japan (RIAJ) six mois après sa sortie, et on estime à plus de 1,7 million le nombre d'exemplaires vendus dans le pays,. À Taïwan, Let Go se vend à plus de 150 000 exemplaires et devient l'album étant resté le plus longtemps dans le classement musical du pays avec quarante-sept semaines de présence,.

#### Classements

##### Classements hebdomadaires
| Classement (2002-2003)             | Meilleure position |
| ---------------------------------- | ------------------ |
| Allemagne (Media Control AG)       | 2                  |
| Argentine (CAPIF)                  | 8                  |
| Australie (ARIA)                   | 1                  |
| Autriche (Ö3 Austria Top 40)       | 2                  |
| Belgique (Flandre Ultratop)        | 7                  |
| Belgique (Wallonie Ultratop)       | 9                  |
| Canada (Canadian Albums)           | 1                  |
| Danemark (Tracklisten)             | 6                  |
| Écosse (OCC)                       | 1                  |
| Espagne (AFYVE)                    | 17                 |
| États-Unis (Billboard 200)         | 2                  |
| Europe (European Top 100 Albums)   | 2                  |
| Finlande (Suomen virallinen lista) | 9                  |
| France (SNEP)                      | 13                 |
| Grèce (IFPI)                       | 7                  |
| Hongrie (Mahasz)                   | 11                 |
| Irlande (IRMA)                     | 1                  |
| Islande (Tónlistinn)               | 3                  |
| Italie (FIMI)                      | 6                  |
| Japon (Oricon),                    | 6                  |
| Norvège (VG-lista)                 | 3                  |
| Nouvelle-Zélande (RIANZ)           | 1                  |
| Pays-Bas (Mega Album Top 100)      | 4                  |
| Pologne (ZPAV)                     | 23                 |
| Portugal (AFP)                     | 10                 |
| République tchèque (IFPI)          | 7                  |
| Royaume-Uni (UK Albums Chart)      | 1                  |
| Slovaquie (IFPI)                   | 10                 |
| Suède (Sverigetopplistan)          | 6                  |
| Suisse (Schweizer Hitparade)       | 2                  |
| Taïwan (G-Music)                   | 5                  |

| Classement (2002)                   | Position |
| ----------------------------------- | -------- |
| Allemagne (Media Control AG)        | 30       |
| Australie (ARIA)                    | 5        |
| Autriche (Ö3 Austria Top 40)        | 26       |
| Belgique (Flandre Ultratop)         | 40       |
| Belgique (Wallonie Ultratop)        | 65       |
| Canada (Nielsen SoundScan)          | 4        |
| Corée du Sud (MIAK),                | 9        |
| Danemark (Tracklisten)              | 30       |
| États-Unis (Billboard 200)          | 14       |
| Europe (European Top 100 Albums)    | 23       |
| Finlande (Suomen virallinen lista), | 28       |
| France (SNEP)                       | 80       |
| Irlande (IRMA)                      | 12       |
| Italie (FIMI)                       | 29       |
| Japon (Oricon)                      | 49       |
| Monde (IFPI)                        | 2        |
| Nouvelle-Zélande (RIANZ)            | 24       |
| Pays-Bas (Mega Album Top 100)       | 58       |
| Royaume-Uni (UK Albums Chart)       | 16       |
| Suède (Sverigetopplistan)           | 42       |
| Suède (Sverigetopplistan),          | 55       |
| Suisse (Schweizer Hitparade)        | 18       |

| Classement (2003)                | Position |
| -------------------------------- | -------- |
| Allemagne (Media Control AG)     | 20       |
| Australie (ARIA)                 | 3        |
| Autriche (Ö3 Austria Top 40)     | 34       |
| Belgique (Flandre Ultratop)      | 26       |
| Belgique (Wallonie Ultratop)     | 31       |
| Corée du Sud (MIAK),             | 1        |
| Danemark (Tracklisten)           | 55       |
| États-Unis (Billboard 200)       | 5        |
| Europe (European Top 100 Albums) | 5        |
| France (SNEP)                    | 29       |
| Hongrie (Mahasz)                 | 42       |
| Irlande (IRMA)                   | 13       |
| Italie (FIMI)                    | 39       |
| Japon (Oricon)                   | 26       |
| Monde (IFPI)                     | 9        |
| Nouvelle-Zélande (RIANZ)         | 18       |
| Pays-Bas (Mega Album Top 100)    | 38       |
| Royaume-Uni (UK Albums Chart)    | 11       |
| Suède (Sverigetopplistan)        | 92       |
| Suisse (Schweizer Hitparade)     | 35       |

| Classement (2000-2009)        | Position |
| ----------------------------- | -------- |
| Australie (ARIA)              | 14       |
| États-Unis (Billboard 200)    | 21       |
| Royaume-Uni (UK Albums Chart) | 40       |

| Classement                     | Position |
| ------------------------------ | -------- |
| Australie (ARIA)               | 105      |
| Belgique (Flandre Ultratop)    | 389      |
| Canada (Nielsen Music Canada), | 5        |
| États-Unis (Billboard 200)     | 58       |
| États-Unis (Billboard 200),    | 20       |
| Irlande (IRMA),                | 30       |
| Nouvelle-Zélande (RMNZ)        | 315      |
| Royaume-Uni (UK Albums Chart), | 28       |

#### Certifications
| Pays                         | Certification | Date          | Ventes      |
| ---------------------------- | ------------- | ------------- | ----------- |
| Allemagne (BVMI)             | 3 × Or        | 2004          | >500 000    |
| Argentine (CAPIF),           | Platine       | sept. 2003    | >90 000     |
| Australie (ARIA),            | 7 × Platine   | 16 mai 2003   | >550 000    |
| Autriche (IFPI Autriche)     | Platine       | 17 déc. 2002  | >60 000     |
| Belgique (BEA)               | Or            | 4 janv. 2003  | >25 000     |
| Brésil (ABPD)                | 2 × Platine   | 2003          | >350 000    |
| Canada (CRIA)                | Diamant       | 2 mai 2003    | >1 100 000  |
| Corée du Sud (MIAK)          | —             | —             | >260 000    |
| Danemark (IFPI Danemark)     | 3 × Platine   | 14 août 2018  | >60 000     |
| Espagne (Promusicae)         | Platine       | 16 oct. 2005  | >110 000    |
| États-Unis (RIAA)            | 7 × Platine   | 26 mars 2018  | >7 100 000  |
| Finlande (Musiikkituottajat) | Or            | 2003          | >18 000     |
| France (SNEP)                | Platine       | 14 oct. 2003  | >430 000    |
| Grèce (IFPI Grèce)           | Or            | 2003          | >15 000     |
| Hong Kong (IFPI Hong Kong)   | Or            | 2003          | >10 000     |
| Hongrie (Mahasz)             | Or            | 2003          | >10 000     |
| Italie (FIMI),               | Or            | avr. 2024     | >240 000    |
| Japon (RIAJ)                 | Diamant       | févr. 2003    | >1 750 000, |
| Mexique                      | —             | —             | >150 000    |
| Norvège (IFPI Norvège)       | Platine       | 2002          | >50 000     |
| Nouvelle-Zélande (RIANZ)     | 5 × Platine   | 22 juin 2003  | >80 000     |
| Pays-Bas (NVPI)              | Platine       | 2003          | >95 000     |
| Pologne (ZPAV)               | Or            | 29 juin 2005  | >20 000     |
| Portugal (AFP)               | Or            | 2003          | >20 000     |
| Royaume-Uni (BPI)            | 6 × Platine   | 23 déc. 2016  | >1 820 483, |
| Singapour (RIAS)             | Or            | 2019          | >5 000      |
| Suède (GLF)                  | Platine       | 20 janv. 2003 | >65 000     |
| Suisse (IFPI Suisse)         | 2 × Platine   | 2005          | >85 000     |
| Taïwan                       | —             | —             | >150 000,   |

## Caractéristiques artistiques

### Thèmes et composition
Let Go est décrit comme un album de rock alternatif avec un son orienté post-grunge,,, il dispose dans son instrumentation des guitares, dont des acoustiques et des électriques, des basses, des batteries, des claviers, d'un violoncelle et d'instruments de musique électronique. Il est également constitué d'un répertoire pop rock, Edmund J. Lee du New York Times, décrit l'album comme « un mélange de ballade rythmée et de rock à la limite de la pop », de même pour Blair Jackson de Common Sense Media, qui le définit comme « [une] œuvre pop rock confessionnelle, [avec] des chansons accrocheuses [qui] exploitent l'angoisse des adolescents ». C'est précisément à cause des thèmes adolescents qu'une partie de la presse musicale classe l'album comme appartenant au genre teen pop,. Quant au contenu de l'album, l'interprète révèle qu'il s'agit d'expériences personnelles et de sa vision du monde, montrant différentes facettes d'elle-même. Sur le plan musical, le contenu est présenté entre des chansons tantôt dures, tantôt vulnérables,. Gil Kaufman de MTV le qualifie de « réflexions étonnamment matures et légèrement hyperactives d'une adolescente », avec des thèmes qui, tour à tour, portent sur les relations difficiles, la solitude, l'insécurité, la confusion, la découverte de soi et la persévérance. J. D. Considine du Globe and Mail remarque dans sa production l'accent mis sur les guitares et la voix de l'artiste face aux arrangements musicaux, composés de synthétiseurs, de battements et de scratchs de tourne-disques.
Pour Avril Lavigne, le morceau d'ouverture, Losing Grip, est celui qui témoigne le mieux de son point de vue musical sur l'album et est donc son préféré,. Contenant des éléments de nu metal, le morceau se distingue par la gamme vocale démontrée par la chanteuse, notamment lors du refrain « explosif et plein de colère », tandis que « dans les passages calmes, sa voix a la pureté d'une chanteuse folk » ; il est inspiré par un petit ami qui ne l'estimait pas assez, comme le montre le vers suivant : « Right now I feel invisible to you » (« En ce moment, je me sens invisible pour toi »). Sur le plan lyrique, il évoque les moments où Lavigne s'est sentie ignorée par son amoureux, qui ne l'a pas soutenue émotionnellement comme elle l'aurait souhaité, ce qui l'a amenée à conclure qu'elle ne devait plus se soucier de cette relation (« Pourquoi devrais-je m'en soucier ? » / « Nous n'allons nulle part »). Le titre suivant, Complicated, est dérivé du pop rock et présente également des influences pop punk, avec des paroles qui abordent le dédain de la chanteuse à l'égard de ceux qui agissent différemment selon les différents types de personnes,, en essayant de ressembler à ce qu'ils ne sont pas juste pour impressionner ou s'intégrer,. La troisième piste, Sk8er Boi, est identifié par les critiques musicaux comme le seul titre de l'album effectivement issu du punk, et contenant aussi des influences power pop éminentes,. La chanson est l'exemple de narration le plus développé de l'album,, racontant l'histoire de deux adolescents issus de milieux différents, dans laquelle une adolescente rejette le garçon qui est amoureux d'elle, parce que ses amis ne l'approuvent pas du fait de leurs préjugés, bien qu'elle l'aime secrètement en retour (« C'était un punk, elle faisait du ballet / Il la voulait, elle ne le dira jamais / Secrètement elle le voulait aussi »),,. Des années plus tard, il devient une rockstar célèbre (jouant même de la guitare sur MTV), alors qu'elle se retrouve jeune mère célibataire avec des regrets,,.
La quatrième chanson est I'm with You, une ballade rythmée pop rock qui incorpore, presque imperceptiblement, de la musique country,. Selon Jonathan Bradley du Billboard, cette chanson, qui parle d'une fille solitaire prête à rentrer chez elle avec un étranger, place l'artiste « [dans le rôle] d'une adolescente en fuite, émotionnellement et physiquement à la dérive ». Il en va de même dans le morceau suivant, Mobile, une chanson angoissante sur la vie, parlant de l'incertitude et des troubles liés au fait de quitter un endroit ou une zone de confort,. La chanson détient une mélodie acoustique qui évolue vers des accords de guitare distordus et plus lourds, avec un jeu de guitare croustillant de type grunge, tandis que la voix de Lavigne monte en puissance. Comme Losing Grip, la piste suivante, Unwanted, s'aligne davantage sur le son souhaité par Lavigne pour l'ensemble de l'album, avec un refrain qui frise le metal alternatif, avec les lignes de guitare et de basse à l'unisson dans un groove chargé de puissance. Sur le plan lyrique, elle est également basée sur une relation conflictuelle, Lavigne abordant son rejet par les parents de son petit ami avec le vers : « I just don't understand why you won't talk to me » (« Je ne comprends simplement pas pourquoi tu ne veux pas me parler ») et le refrain qui « explose en une plainte fervente » : « You don't know me / Don't ignore me » (« Tu ne me connais pas / Ne m'ignore pas »). En composant ce morceau, la musicienne s'est souvenue d'une situation dans laquelle elle s'est rendue chez les parents de son petit ami et, bien qu'elle ait été très polie avec eux, elle a été reçue avec indifférence : « J'ai dîné avec eux à table, et j'avais mes bonnes manières, comme : « Je peux vous aider pour quelque chose ? Je peux faire la vaisselle ? » Mais ils ne voulaient pas de moi avec leur garçon. Je suppose qu'ils pensaient que j'étais un peu sauvage pour lui. Et ça m'a fait beaucoup de peine ».
Les titres Tomorrow et Anything but Ordinary sont des morceaux de teen pop et comportent tous deux un peu de musique country ; tandis que le premier parle avec une tendresse dépouillée du besoin de confiance dans les relations humaines,, le second est un hymne de passage à l'âge adulte avec une mélodie « aussi pure que de l'eau de source ». Things I'll Never Say montre l'artiste impatiente de parler à sa cible amoureuse, ce qu'elle ne peut pas faire à cause de sa nervosité. Musicalement, il se caractérise par une ouverture avec des guitares et une mélodie vocale vive et mémorable avant de s'installer dans un rythme pop avec la voix de Lavigne particulièrement résonnante et généralement pleine d'espoir. L'autobiographique My World, qui montre plus ouvertement l'influence latente de la country sur sa musique, évoque les jours de Lavigne à Napanee (« Jamais porté de maquillage / Toujours battu les garçons / Grandi dans une ville de cinq mille habitants »), avec des allusions à l'époque où elle rêvait de devenir célèbre, où elle gagnait de l'argent en tondant des pelouses et où elle a été renvoyée d'un restaurant de poulet frit. Dans Nobody's Fool, l'interprète déclame des vers de rap sur son refus de se changer pour plaire à tout le monde,. L'avant-dernière piste, Too Much to Ask, est une chanson triste livrée à travers une série douce et subtile de refrains retentissants et de couplets tranquilles, parle d'un amour d'été entre elle et un garçon qui fumait trop d'herbe : « Il préférait aller se défoncer au lieu d'être avec moi dans certaines situations », se souvient Lavigne. « Il n'a jamais été mon petit ami ou quoi que ce soit. J'étais énervée par ce coup de foudre d'été. Je veux dire, c'était un con. Je l'aimais bien. Et je voulais quelque chose. Et il m'aimait bien. Mais si j'avais un petit ami, je le chérirais tellement. J'ai peut-être l'air d'une dure à cuire — et je le suis — mais je suis aussi une romantique désespérée à l'intérieur ». La ballade amoureuse Naked, qui clôt l'album, est un aperçu de la vie d'une jeune femme au bord de la célébrité.

### Titre et pochette

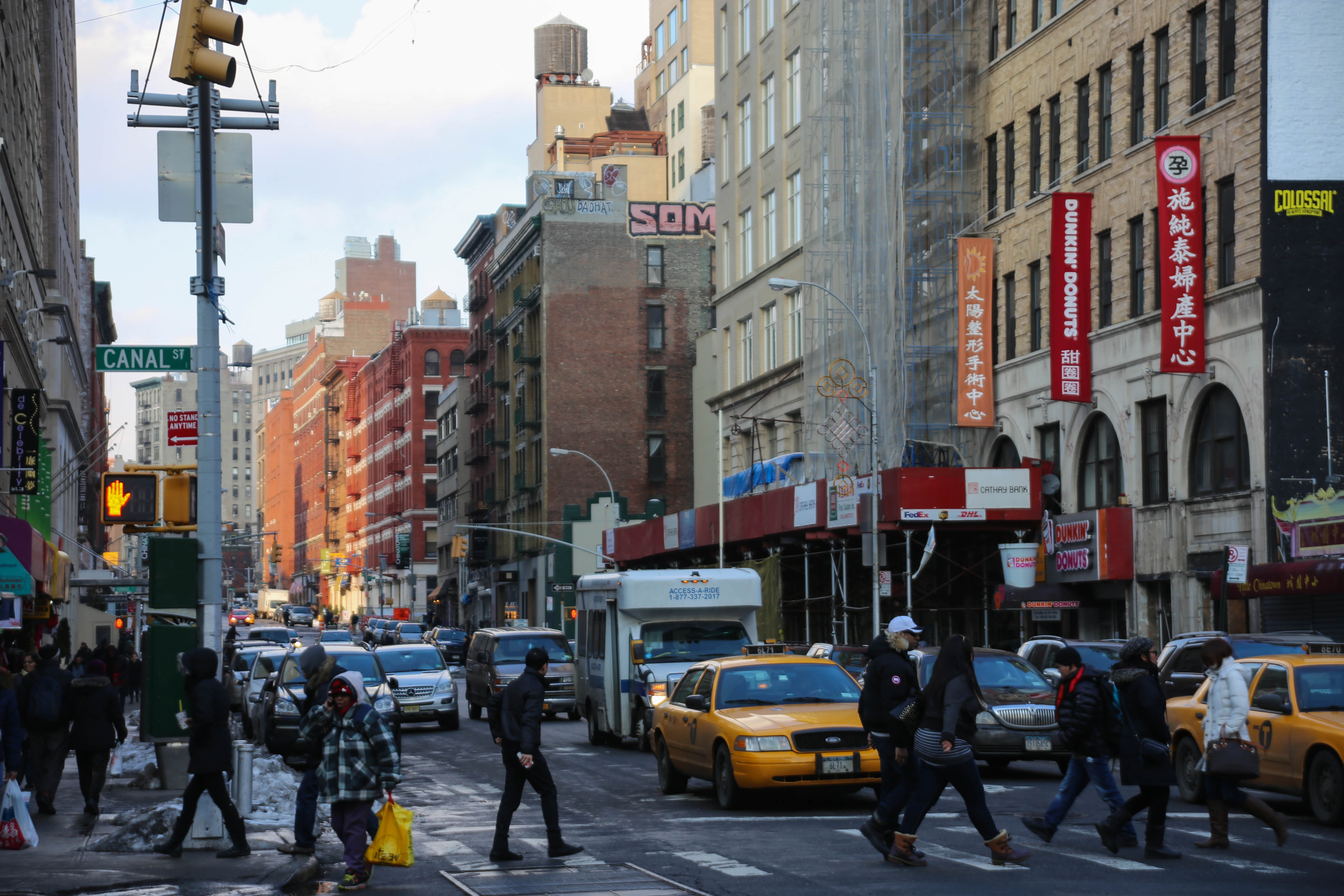
Vue de Canal Street, rue où a été prise la photographie illustrant la pochette de l'album.

À la suite de plusieurs débats entre les managers de Lavigne et son label, L.A. Reid décide à l'origine d'intituler l'album Anything but Ordinary, d'après un morceau de l'album du même nom co-écrit et produit par The Matrix, pensant que c'était le titre parfait pour l'album après l'avoir écouté. Cependant, Avril Lavigne refuse, déclenchant une nouvelle série de discussions entre ses managers et Arista. Lavigne propose finalement à Reid que l'album s'appelle à la place Let Go — qui est le titre d'une démo inédite qu'elle a écrite, figurant sur son album promotionnel B-Sides sorti en décembre 2001 —, ce qu'il accepte,,.
La pochette de l'album est l'œuvre de Jeff Schulz,, elle représente Avril Lavigne se tenant au milieu d'une rue passante. La photographie a été prise dans le quartier de SoHo à Manhattan, dans la ville de New York, à l'intersection de Broadway et de Canal Street, alors que la chanteuse était âgée de 16 ans,,,,,. On y voit au premier plan Avril Lavigne prenant la pose les bras croisés sur un passage piéton avec le trafic de la ville en fond rendu flou,, et le logotype de l'album positionné au-dessus, dessiné dans une police d'écriture de style punk. Elle porte une tenue entièrement noire, enveloppée d'une grande veste et d'un pantalon ample qui tombe par-dessus des baskets, une ceinture large dépassant de la veste légèrement ouverte,,. Son expression est nonchalante, voire ennuyée,. Randy Lewis du Los Angeles Times remarque qu'il est facile de ne pas voir à quel point la pochette de Let Go est inhabituelle, ce n'est pas celle de « votre pop star adolescente normale ». Avril Lavigne « a l'air bien trop normale, pas de décolleté, pas de poses provocantes, pas de cheveux coiffés, pas de corps bien lisse serré dans des vêtements moulants ». Lavigne explique qu'elle s'est « retrouvée dans des situations […] lors de séances photos où ils voulaient qu'[elle ait] l'air mignonne, parce que tant de gens ont vendu tant de disques de cette façon ». Qu'elle a dû « [se] battre pour que [son] image [la] représente vraiment. […] Je ne porterai pas de vêtements dégoûtants qui montrent mes fesses, mon ventre ou mes seins ».

## Postérité

### Distinctions
L'album vaut à Avril Lavigne de nombreux prix décernés par des organisations du monde entier. Le succès de la performance commerciale de l'album conduit Lavigne à être désignée meilleur nouvel artiste aux MTV Video Music Awards 2002, ainsi qu'à remporter un World Music Award pour le meilleur artiste canadien. Elle remporte trois récompenses : artiste féminine préférée, révélation préférée et prix du style — plus que tout autre artiste — aux MTV Asia Awards 2003. Elle reçoit cinq nominations aux Grammy Awards 2003, dont le meilleur nouvel artiste et le meilleur album vocal pop. Les singles de l'album Complicated et I'm with You sont nommés dans la catégorie chanson de l'année aux Grammy Awards de 2003 et 2004, respectivement, accumulant huit nominations pour l'album,. Lavigne est nommée dans six catégories aux prix Juno 2003, à Ottawa, remportant quatre dont celles du meilleur album et du meilleur nouvel artiste. Let Go gagne les éloges du magazine Entertainment Weekly qui le désigne comme le plus grand premier album pop de 2002,. Avril Lavigne entre dans le Livre Guinness des records en 2004 en devenant la plus jeune artiste féminine dont l'album est classé numéro un au Royaume-Uni. En 2007, l'association nationale américaine des marchands de disques (NARM) classe l'album à la 162e place dans la liste des « 200 albums définitifs » dévoilée par le Rock and Roll Hall of Fame,. En 2009, il est classé à la quatrième place des meilleurs albums de la décennie selon les lecteurs du magazine Rolling Stone,.
| Année | Cérémonie                        | Récompense                                  | Résultat   | Réf.    |
| ----- | -------------------------------- | ------------------------------------------- | ---------- | ------- |
| 2002  | Radio Disney Music Awards        | Meilleur album                              | Lauréat    | [ 156 ] |
| 2003  | Grammy Awards                    | Meilleur album vocal pop                    | Nomination | [ 332 ] |
| 2003  | Hong Kong Top Sales Music Awards | Top 10 des albums étrangers les plus vendus | Lauréat    | [ 333 ] |
| 2003  | Hungarian Music Awards           | Album de rock moderne étranger de l'année   | Nomination | [ 334 ] |
| 2003  | Japan Gold Disc Awards           | Album rock et pop de l'année                | Lauréat    | [ 335 ] |
| 2003  | MTV Video Music Awards Japan     | Album de l'année                            | Nomination | [ 336 ] |
| 2003  | Prix Juno                        | Album de l'année                            | Lauréat    | [ 335 ] |
| 2003  | Prix Juno                        | Album pop de l'année                        | Lauréat    | [ 335 ] |
| 2003  | Teen Choice Awards               | Meilleur album                              | Nomination | [ 337 ] |

### Héritage
Reconnue comme une tendance dès son apparition dans l'industrie musicale, qui s'éloigne des artistes « doux et calmes » et des boys bands génériques comme les Backstreet Boys et 'N Sync au profit d'artistes plus jeunes et visionnaires de leur propre carrière,, en coécrivant ses propres chansons, en assumant le rôle d'instrumentiste et en n'exécutant pas de performances de danse sur scène, Avril Lavigne mène, aux côtés de Michelle Branch, Vanessa Carlton et Pink, une contre-offensive à la teen pop produite par Britney Spears et Christina Aguilera — ouvertement sexuelle, vaguement urbaine, hyper-transformée — à la fin des années 1990 et, pour cette raison, commence à être appelée l'« anti-Britney » par ses contemporains,,,,,,,. Grâce à son succès commercial, Let Go est considéré comme l'un des albums qui a changé la scène musicale pop punk, contribuant à faire entrer ce genre musical chez le grand public,, et comme faisant partie d'un cycle de l'industrie musicale où la pop dansante pour adolescents est renversé par le punk, à l'instar de ce qui s'est passé à la fin des années 1980, lorsque New Kids on the Block a été progressivement remplacé par Green Day comme centre d'intérêt des jeunes aux États-Unis.
Le succès commercial de Let Go représente une percée majeure pour l'équipe de production The Matrix, qui, dès lors, est invité à écrire et à produire pour divers artistes,,,, et contribue également à créer un espace pour les femmes au sein de la scène musicale alternative et pop punk,,,, comme l'a déclaré Hayley Williams, chanteuse principale de Paramore : « Je ne pense pas que j'aurais été signé si Avril n'était pas arrivé. Tout d'un coup, je me suis retrouvé à New York à jouer pour L.A. Reid. » Suivant la même lignée que Lavigne, des chanteuses tels que Ashlee Simpson, Lindsay Lohan et Kelly Clarkson émergent, ainsi que des stars de Disney qui passe du théâtre à la musique avec un son pop rock, telles que Hilary Duff, Miley Cyrus et Demi Lovato,,,. Snail Mail et Soccer Mommy, déclarent que les débuts de Lavigne ont été le moteur de leur intérêt pour la musique alternative,,. Billie Eilish révèle que parmi les chansons qui ont été les plus importantes pour elle durant son enfance figurent : « Losing Grip. C'est ma chanson préférée d'Avril, une chanson très importante de mon enfance, tout comme Complicated, I'm with You et Sk8er Boi […] » Elle écrit également à propos de Lavigne : « Merci d'avoir fait de moi ce que je suis. », elle explique que : « Avril Lavigne était tout pour moi » et poursuit : « J'aime Avril Lavigne. Je n'aime qu'elle. Il n'y a rien d'autre. Juste de l'amour. Seulement l'amour. Il n'y a presque pas d'artistes comme ça. »,. Cette inspiration se reflète notamment à travers son premier album studio When We All Fall Asleep, Where Do We Go?, lyriquement proche de Let Go par les thèmes abordés,. Leur style vestimentaire est également souvent mis en parallèle, comme le fait de pouvoir orner la couverture de Vogue dans un pantalon ample, quelque chose qui n'aurait peut-être pas été possible sans Lavigne et ses imitateurs au début des années 2000,. L'influence de l'émergence de l'artiste ne se limite pas à la scène musicale féminine, ouvrant également la voie à l'essor de groupes de pop punk comme Good Charlotte, Simple Plan et Yellowcard.

## Fiche technique

### Liste des pistes
| Let Go – Édition standard | Let Go – Édition standard | Let Go – Édition standard           | Let Go – Édition standard | Let Go – Édition standard | Let Go – Édition standard | Let Go – Édition standard | Let Go – Édition standard | Let Go – Édition standard | Let Go – Édition standard |
| No                        | Titre                     | Auteur                              | Producteur(s)             | Durée                     |                           |                           |                           |                           |                           |
| ------------------------- | ------------------------- | ----------------------------------- | ------------------------- | ------------------------- | ------------------------- | ------------------------- | ------------------------- | ------------------------- | ------------------------- |
| 1.                        | Losing Grip               | Avril Lavigne, Clif Magness         | Magness                   | 3:53                      |                           |                           |                           |                           |                           |
| 2.                        | Complicated               | Lavigne, The Matrix                 | The Matrix                | 4:04                      |                           |                           |                           |                           |                           |
| 3.                        | Sk8er Boi                 | Lavigne, The Matrix                 | The Matrix                | 3:24                      |                           |                           |                           |                           |                           |
| 4.                        | I'm with You              | Lavigne, The Matrix                 | The Matrix                | 3:43                      |                           |                           |                           |                           |                           |
| 5.                        | Mobile                    | Lavigne, Magness                    | Magness                   | 3:31                      |                           |                           |                           |                           |                           |
| 6.                        | Unwanted                  | Lavigne, Magness                    | Magness                   | 3:41                      |                           |                           |                           |                           |                           |
| 7.                        | Tomorrow                  | Lavigne, Curt Frasca, Sabelle Breer | Frasca, Breer[A]          | 3:48                      |                           |                           |                           |                           |                           |
| 8.                        | Anything but Ordinary     | Lavigne, The Matrix                 | The Matrix                | 4:11                      |                           |                           |                           |                           |                           |
| 9.                        | Things I'll Never Say     | Lavigne, The Matrix                 | The Matrix                | 3:43                      |                           |                           |                           |                           |                           |
| 10.                       | My World                  | Lavigne, Magness                    | Magness                   | 3:28                      |                           |                           |                           |                           |                           |
| 11.                       | Nobody's Fool             | Lavigne, Peter Zizzo                | Zizzo                     | 3:57                      |                           |                           |                           |                           |                           |
| 12.                       | Too Much to Ask           | Lavigne, Magness                    | Magness                   | 3:45                      |                           |                           |                           |                           |                           |
| 13.                       | Naked                     | Lavigne, Frasca, Breer              | Frasca, Magness, Breer[A] | 3:28                      |                           |                           |                           |                           |                           |
| 48:36                     |                           |                                     |                           |                           |                           |                           |                           |                           |                           |

| Piste bonus – Édition Sketch Book | Piste bonus – Édition Sketch Book | Piste bonus – Édition Sketch Book | Piste bonus – Édition Sketch Book | Piste bonus – Édition Sketch Book | Piste bonus – Édition Sketch Book | Piste bonus – Édition Sketch Book | Piste bonus – Édition Sketch Book | Piste bonus – Édition Sketch Book | Piste bonus – Édition Sketch Book |
| No                                | Titre                             | Durée                             |                                   |                                   |                                   |                                   |                                   |                                   |                                   |
| --------------------------------- | --------------------------------- | --------------------------------- | --------------------------------- | --------------------------------- | --------------------------------- | --------------------------------- | --------------------------------- | --------------------------------- | --------------------------------- |
| 14.                               | Complicated (The Matrix Mix)      | 4:03                              |                                   |                                   |                                   |                                   |                                   |                                   |                                   |
| 52:39                             |                                   |                                   |                                   |                                   |                                   |                                   |                                   |                                   |                                   |

| Piste bonus promotionnel – Édition limitée polonaise | Piste bonus promotionnel – Édition limitée polonaise | Piste bonus promotionnel – Édition limitée polonaise | Piste bonus promotionnel – Édition limitée polonaise | Piste bonus promotionnel – Édition limitée polonaise | Piste bonus promotionnel – Édition limitée polonaise | Piste bonus promotionnel – Édition limitée polonaise | Piste bonus promotionnel – Édition limitée polonaise | Piste bonus promotionnel – Édition limitée polonaise | Piste bonus promotionnel – Édition limitée polonaise |
| No                                                   | Titre                                                | Auteur                                               | Producteur(s)                                        | Durée                                                |                                                      |                                                      |                                                      |                                                      |                                                      |
| ---------------------------------------------------- | ---------------------------------------------------- | ---------------------------------------------------- | ---------------------------------------------------- | ---------------------------------------------------- | ---------------------------------------------------- | ---------------------------------------------------- | ---------------------------------------------------- | ---------------------------------------------------- | ---------------------------------------------------- |
| 14.                                                  | I Don't Give                                         | Lavigne, The Matrix                                  | The Matrix                                           | 3:39                                                 |                                                      |                                                      |                                                      |                                                      |                                                      |
| 52:15                                                |                                                      |                                                      |                                                      |                                                      |                                                      |                                                      |                                                      |                                                      |                                                      |

| Piste bonus – Édition japonaise | Piste bonus – Édition japonaise | Piste bonus – Édition japonaise | Piste bonus – Édition japonaise | Piste bonus – Édition japonaise | Piste bonus – Édition japonaise | Piste bonus – Édition japonaise | Piste bonus – Édition japonaise | Piste bonus – Édition japonaise | Piste bonus – Édition japonaise |
| No                              | Titre                           | Auteur                          | Producteur(s)                   | Durée                           |                                 |                                 |                                 |                                 |                                 |
| ------------------------------- | ------------------------------- | ------------------------------- | ------------------------------- | ------------------------------- | ------------------------------- | ------------------------------- | ------------------------------- | ------------------------------- | ------------------------------- |
| 14.                             | Why                             | Lavigne, Zizzo                  | Zizzo                           | 3:59                            |                                 |                                 |                                 |                                 |                                 |
| 52:35                           |                                 |                                 |                                 |                                 |                                 |                                 |                                 |                                 |                                 |

| Pistes bonus – Édition spéciale japonaise | Pistes bonus – Édition spéciale japonaise | Pistes bonus – Édition spéciale japonaise | Pistes bonus – Édition spéciale japonaise | Pistes bonus – Édition spéciale japonaise | Pistes bonus – Édition spéciale japonaise | Pistes bonus – Édition spéciale japonaise | Pistes bonus – Édition spéciale japonaise | Pistes bonus – Édition spéciale japonaise | Pistes bonus – Édition spéciale japonaise |
| No                                        | Titre                                     | Durée                                     |                                           |                                           |                                           |                                           |                                           |                                           |                                           |
| ----------------------------------------- | ----------------------------------------- | ----------------------------------------- | ----------------------------------------- | ----------------------------------------- | ----------------------------------------- | ----------------------------------------- | ----------------------------------------- | ----------------------------------------- | ----------------------------------------- |
| 15.                                       | Complicated (version karaoké)             | 4:05                                      |                                           |                                           |                                           |                                           |                                           |                                           |                                           |
| 16.                                       | Sk8er Boi (version karaoké)               | 3:24                                      |                                           |                                           |                                           |                                           |                                           |                                           |                                           |
| 17.                                       | I'm with You (version karaoké)            | 3:46                                      |                                           |                                           |                                           |                                           |                                           |                                           |                                           |
| 18.                                       | Losing Grip (version karaoké)             | 3:53                                      |                                           |                                           |                                           |                                           |                                           |                                           |                                           |
| 67:43                                     |                                           |                                           |                                           |                                           |                                           |                                           |                                           |                                           |                                           |

| 14/15. | I Don't Give[B] (piste cachée)   | Lavigne, The Matrix | The Matrix | 3:39 |
| 15/16. | Complicated (vidéoclip)          |                     |            | 4:12 |
| 16/17. | A Day in the Life – N.Y.C. (EPK) |                     |            | 5:55 |

| 14. | Why          |                                            |                                                    | 3:54 |
| 15. | Get Over It  | Lavigne, The Matrix                        | The Matrix                                         | 3:29 |
| 16. | Breakaway    | Lavigne, Bridget Benenate, Matthew Gerrard | Dylan McLean, John Feldmann, Gerrard, Scot Stewart | 3:43 |
| 17. | Falling Down | Lavigne, The Matrix                        | The Matrix                                         | 3:57 |
| 18. | I Don't Give |                                            |                                                    | 3:39 |
| 19. | Make Up      | Lavigne, The Matrix                        | The Matrix                                         | 3:14 |

| 1. | Complicated (vidéoclip)          | 4:12 |
| 2. | Sk8er Boi (vidéoclip)            | 3:40 |
| 3. | I'm with You (vidéoclip)         | 3:44 |
| 4. | A Day in the Life – N.Y.C. (EPK) | 5:55 |

| 1.  | Get Over It                                 | 3:29 |
| 2.  | Why                                         | 3:59 |
| 3.  | Unwanted (live)                             | 4:01 |
| 4.  | I'm with You (live)                         | 3:59 |
| 5.  | Nobody's Fool (live)                        | 3:57 |
| 6.  | Exclusive Behind-the-Scenes Footage (vidéo) |      |
| 7.  | Complicated (vidéoclip)                     | 4:12 |
| 8.  | Sk8er Boi (vidéoclip)                       | 3:40 |
| 9.  | I'm with You (vidéoclip)                    | 3:44 |
| 10. | Losing Grip (vidéoclip)                     | 3:55 |

Notes
A.  Producteur vocal supplémentaire.
B.  Après la piste 13 de l'édition standard ou 14 de l'édition japonaise.

### Crédits
Les musiciens et l'équipe de production de l'album sont composés des personnes suivantes, :
| - Avril Lavigne – chant, guitare et chœurs - The Matrix – chœurs - Sabelle Breer – chœurs - Clif Magness – basse, guitare, batteries, guitare électrique, claviers et boucle de batterie - Jeff Allen – basse - Mark Spicoluk – basse - Josh Freese – batteries - Alex Elena – batteries - Joe Bonadio – batteries - Matthew Brann – batteries - Corky James – guitare, guitare acoustique et guitare électrique - Peter Zizzo – guitare et guitare acoustique - Curt Frasca – guitare et instruments multiples - Gerry Leonard – guitare - Evan Taubenfeld – guitare - Suzie Katayama – violoncelle - Dennis Johnson – battements et scratching | - L.A. Reid – producteur exécutif - Peter Zizzo – producteur, programmeur, ingénieur du son, arrangeur, mixage et Pro Tools - Clif Magness – producteur, programmeur et ingénieur du son - Curt Frasca – producteur, programmeur et ingénieur du son - The Matrix – producteur, ingénieur du son et arrangeur - Jen Scaturro – programmeur et Pro Tools - Rick Kerr – ingénieur du son - Jon Berman – ingénieur du son - Leon Zervos – matriçage - Tom Lord-Alge – mixage - Randy Staub – mixage - David Leonard – mixage - Avril Lavigne – directrice artistique - Jeff Schulz – art et design de l'album - Ashley Reid – photographie - Cline – photographie - John Arsenault – photographie - Monique Perrault – photographie - Sonya Farrell – photographie |